# Мали Сателит
Мали Сателит или Тозиновац је градска четврт Новог Сада. Део је Сателита и Новог насеља (Бистрице), у ширем смислу. Део простора овог насеља, на коме су изграђене новије вишеспратнице, данас се такође назива и Нови Сателит.

## Положај
Мали Сателит се налази у централном делу Сателита и у саставу је месне заједнице "Гаврило Принцип". У својим оригиналним границама, Мали Сателит је био лоциран између улице Стевана Хладног на југозападу, улице Милоја Чиплића на северозападу и улице Живка Радовановића на југоистоку. Остале улице које су чиниле ово насеље су: Ђорђа Крстића, Исидоре Секулић и Стевана Петровића Брила.
Северно од насеља Мали Сателит налазе се централни делови Новог насеља, јужно је Сателитска пијаца, док су западно и источно лоцирани други делови Сателита.

## Карактеристике насеља
У насељу нема јавних установа или значајнијих привредних објеката. 

## Историја
Мали Сателит (Тозиновац) је најстарији део Сателита, чија је изградња почела 1956-1957. године, када су саграђени први стамбени објекти. Ово насеље је изграђено на иницијативу тадашњег градоначелника Тодора Јовановића Тозе, па је по њему и названо "Тозиновац". 
Насеље Мали Сателит се тренутно реконструише. Већи део старих приземних објеката у источном и централном делу насеља је порушен, а уместо њих су изграђене модерне вишеспратнице и нове улице. Кроз средишњи део Малог Сателита 2019. године је изграђена нова саобраћајница, као продужетак улице Бате Бркића (од Сателитске пијаце до Булевара Јована Дучића) и она данас представља централну улицу на Малом Сателиту, око које је изграђено (или се гради) више модерних вишеспратница са стамбено-пословним садржајима.  
Своју првобитну физиономију, насеље Мали Сателит је сачувало само у свом западном и северном делу, али се и на том простору планира замена старих приземних објеката вишеспратницама.